# Sci alpino al XIII Festival olimpico invernale della gioventù europea
Lo sci alpino al XIII Festival olimpico invernale della gioventù europea si è svolto dal 13 al 17 febbraio 2017 a Erzurum in Turchia. 

## Podi

### Ragazzi
| Evento         | Oro           | Tempo   | Argento       | Tempo   | Bronzo             | Tempo   |
| Slalom gigante | Alex Vinatzer | 2:10.06 | Turo Torvinen | 2:10.49 | Giovanni Zazzaro   | 2:11.25 |
| Slalom         | Alex Vinatzer | 1:40.77 | Leon Nikić    | 1:44.19 | Augustin Bianchini | 1:44.81 |

### Ragazze
| Evento         | Oro                  | Tempo   | Argento        | Tempo   | Bronzo          | Tempo   |
| Slalom gigante | Rinata Abdulkaiumova | 2:12.62 | Doriane Escane | 2:13.83 | Nikola Bubáková | 2:13.95 |
| Slalom         | Nika Tomšič          | 1:48.64 | Nella Korpio   | 1:48.85 | Lara Della Mea  | 1:49.04 |

### Misto
| Evento         | Oro    | Argento  | Bronzo  |
| Gara a squadre | Russia | Slovenia | Francia |